# Осуми (полуостров)
Вижте пояснителната страница за други значения на Осуми.
Осуми (на японски: 大隅半島, по английската Система на Хепбърн Ōsumi) е полуостров разположен в южния край на японския о. Кюшу и включва най-южната част на острова — нос Сата. Източната брагова линия на полуострова граничи с Тихия океан, докато срещу западната е разположен полуостров Сацума през залива Кагошима.
Политически Осуми е част от префектура Кагошима.
През 1914 г. изригване на стратовулкана Сакураджима го е свързала със северозападната част на полуострова.